# Кріт (серіал)
«Кріт» — російський драматичний кримінальний телесеріал.

## Сюжет
Серіал складається з двох сезонів. Головний герой — агент російських спецслужб Сергій Андрійович Кузьмічов, який працює під прикриттям в кримінальних структурах.
В першому сезоні показані початкові кроки Кузьмічова в кримінальних колах: вербування, робота на кримінального авторитета «Годинникаря» та перетворення головного героя на одного з лідерів у кримінальному світі.
У другому сезоні Кузьмічов поступово усуває своїх основних конкурентів та перетворюється на лідера кримінальних структур. Однак вбивства багатьох близьких Кузьмічову людей спонукають останнього до припинення своєї діяльності.

## Головні герої
- Павло Новіков — Сергій Андрійович Кузьмічов/Микола Павлович Архипов
- Сергій Мурзін — Ілля
- Сергій Щербин — Микола
- Борис Соколов — Віктор Сергійович Копилов
- Олексій Осьмінін — Володимир Володимирович Старков
- Дмитро Нагієв — Вахтанг Георгійович Маргеладзе
- Віктор Смирнов — Петро Петрович Грязнов
- Віктор Костецький — Іван Єгорович Гурін
- Віктор Мережко — Сабур
- Анна Калугіна — Анна Сергіївна Кузьмічова
- Анна Корольова — Міла
- Станіслав Ландграф — Зуслов Олексій Іванович
- Андрій Ургант — Михайло Борисович Лерр
- Микола Волков-мол. — «Годинникар»
- Леонід Максимов — Кіпа
- Олександр Строєв — Важа Маргеладзе
- Ернст Романов — Міха